# Merlito Sabillo
Merlito Sabillo est un boxeur philippin né le 19 janvier 1984 à Toboso aux Philippines.

## Carrière
Passé professionnel en 2008, il remporte la ceinture de champion du monde des poids pailles WBO laissée vacante par Moises Fuentes le 13 juillet 2013 en s'imposant au 9e round contre Jorle Estrada. Sabito fait ensuite match nul le 30 novembre 2013 face à Carlos Buitrago puis s'incline à la 10e reprise contre Francisco Rodriguez Jr. le 22 mars 2014.